# BM Возничего
BM Возничего (лат. BM Aurigae) — одиночная переменная звезда в созвездии Возничего на расстоянии (вычисленном из значения параллакса) приблизительно 21557 световых лет (около 6609 парсеков) от Солнца. Видимая звёздная величина звезды — от +16m до +13,3m.

## Характеристики
BM Возничего — красная пульсирующая переменная звезда, мирида (M) спектрального класса M4. Эффективная температура — около 3294 К.